# Ciboticola andersoni
Ciboticola andersoni is een tweekleppigensoort uit de familie van de Mytilidae. De wetenschappelijke naam van de soort is voor het eerst geldig gepubliceerd in 1887 door Martens.